# Даниловцы (село)
Даниловцы (укр. Данилівці) — село в Озёрнянской сельской общине Тернопольского района Тернопольской области Украины.
До 2020 года входило в Зборовский район.
Код КОАТУУ — 6122687302. Население по переписи 2001 года составляло 432 человека. В 2022 году 403 человека.

## Географическое положение
Село Даниловцы находится на правом берегу реки Высушка,
выше по течению на расстоянии в 1,5 км расположено село Богдановка,
ниже по течению на расстоянии в 2,5 км расположено село Озёрная,
на противоположном берегу — село Осташевцы.
Рядом проходит железная дорога, станция Озёрная в 2,5 км

## История
- 1589 год — дата основания.

## Объекты социальной сферы
- Клуб.